# Інамбу чубатий

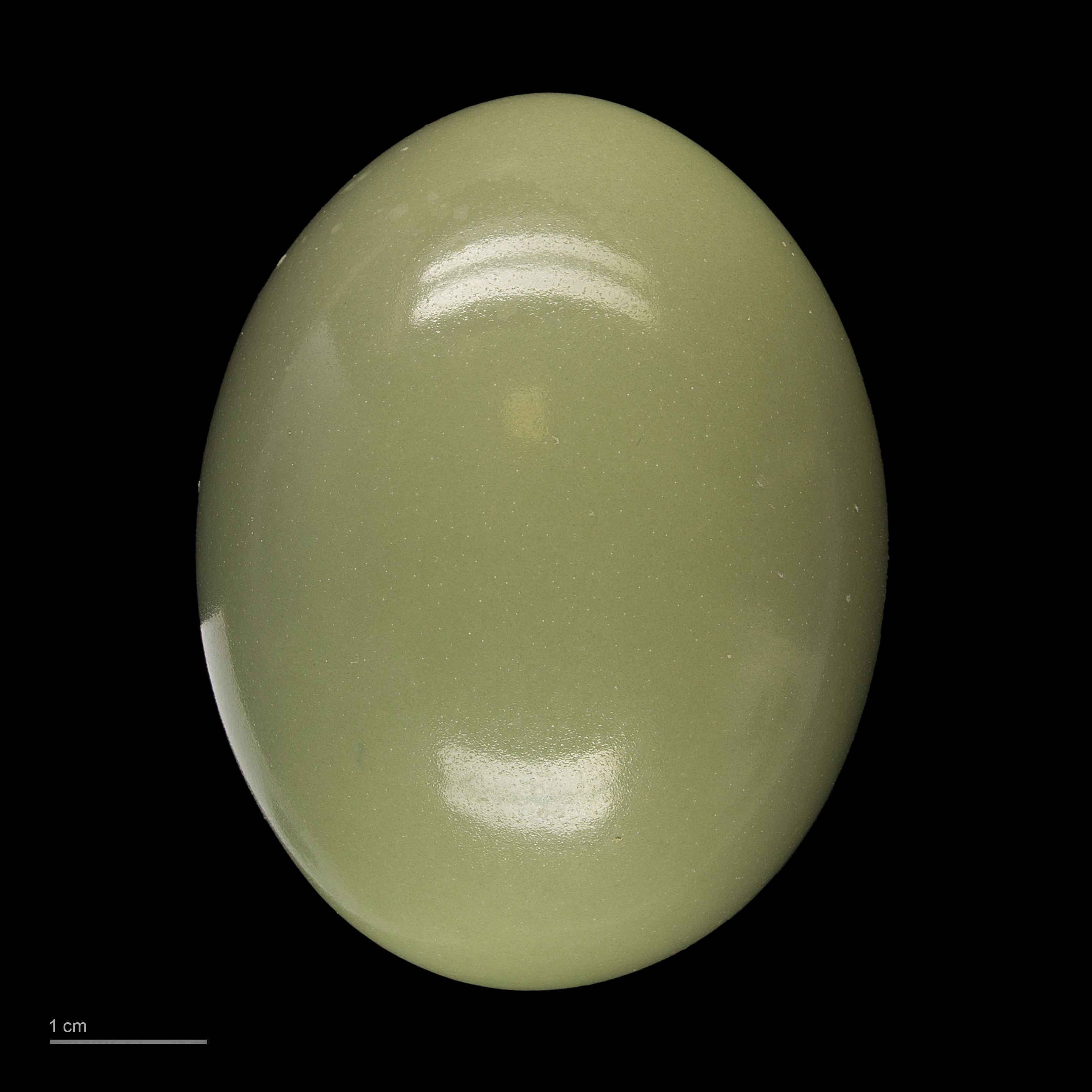
Eudromia elegans — Тулузький музей

Інамбу чубатий (Eudromia elegans) — безкільовий осілий птах родом з Аргентини; ареал також поширюється на Чилі та Болівію. Довжина тіла: 38 — 41 см. Вага від 400 до 800 грам. Представник тинамових середнього розміру. Характерні риси — білі смуги по боках голови та довгий чуб з тонкого пір'я. Лапи міцні, середній палець відсутній. Це лякливі птахи, що тримаються невеликими групами в лісі, на луках і в чагарниках. Яйця тинаму витончений яскравого зеленого кольору з гладкою блискучою шкаралупою.